# 55 Tufton Street

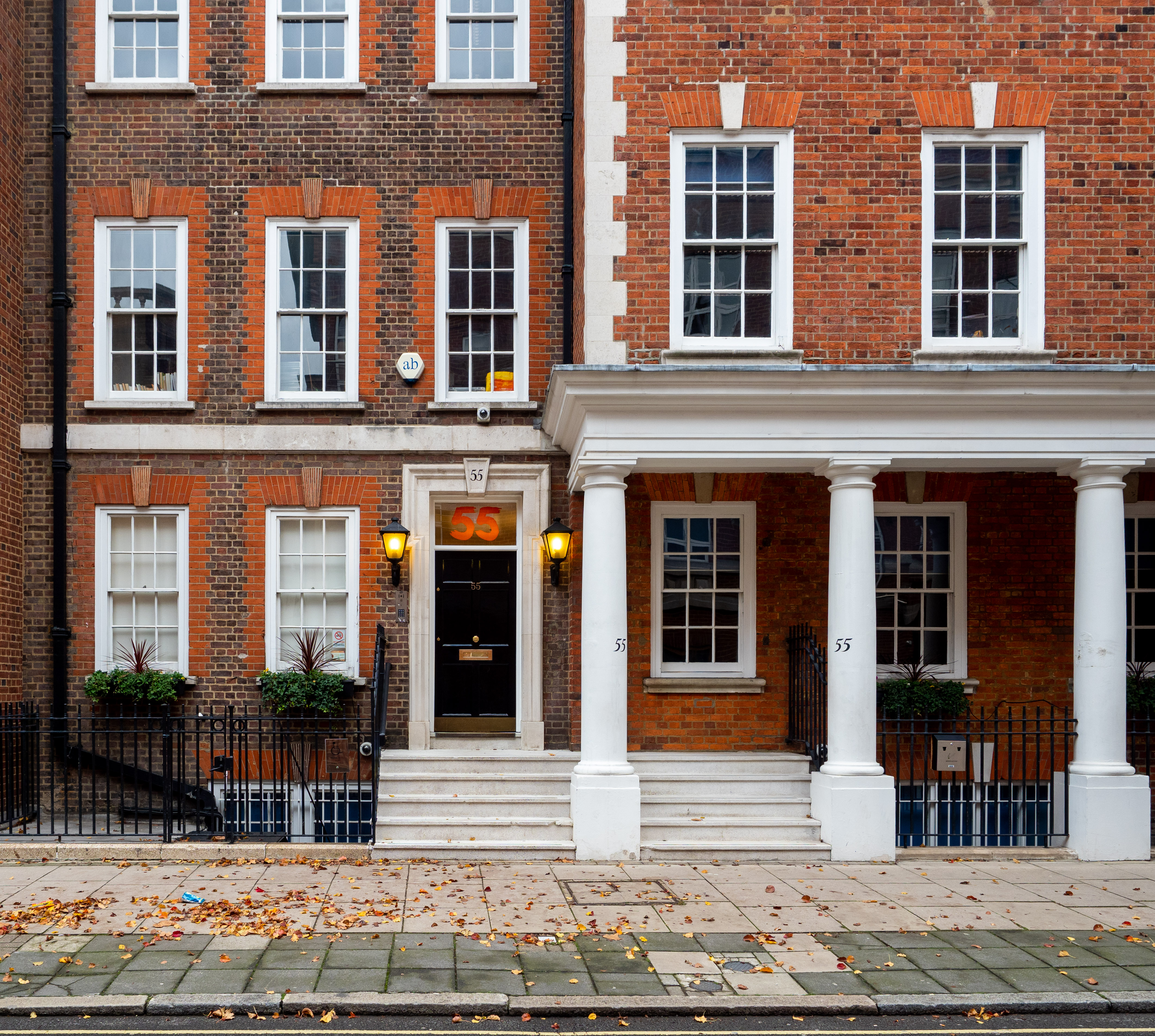
La maison du 55 Tufton Street, à Westminster, Londres, depuis 2009 propriété de Richard Smith qui accueille de nombreux groupes de pression et think tanks de droite, libertariens, euro-sceptiques et/ou climatosceptiques, dont la plupart se sont coordonnées pour faire advenir le Brexit.

Le 55 Tufton Street est l'adresse d'une maison de style géorgien située dans la rue Tufton Street, à Westminster, dans Londres. La maison appartient à l'homme d'affaires Richard Smith.
Il est peu à peu apparu que, dans les années 2010, cette maison a abrité (et abrite encore) un discret réseau de groupes de pression et think tanks de droite. Ce groupe, construit et/ou animé et coordonnés par une quinzaine de personnes influentes (Matthew Elliott et Dominic Cummings notamment), s'est fortement impliqué dans les campagnes ayant freiné la lutte contre le tabagisme, dans les campagnes ayant contribué à l'avènement du thatchérisme et à la diffusion du libertarianisme prônant une révolution conservatrice (sens moderne) basée sur un marché sans contraintes (tel qu'imaginé par l'économiste autrichien Friedrich Hayek) au Royaume-Uni puis dans la campagne pro-Brexit. L'un de ces think tanks, notamment financé par le groupe anglo-néerlandais Shell, est considéré comme le principal groupe britannique de déni du changement climatique et des sciences du climat.
Durant la période de la campagne pour le référendum sur l'appartenance du Royaume-Uni à l'Union européenne ce réseau, parfois surnommé « groupe des neuf entités », a utilisé de manière bihebdomadaire cette maison pour des réunions de coordination des stratégies politiques pro-Brexit, et des messages à envoyer vers les médias et différents publics via les médias sociaux,.

## Anciens résidents
Parmi les lobbys et think tanks ayant résidé au 55 Tufton Street, plusieurs n'existent plus, ou ont déménagé, ou ont été transformés en une autre entité dont le siège est ailleurs. C'est le cas de : 
- Vote Leave (qui a, dans un premier temps, dû déménager pour des locaux plus spacieux alors qu'il prenait de l'importance dans la campagne pro-Brexit, et qui a ensuite été transformé ) ;
- Leave Means Leave (qui a cessé ses activités le 31 janvier 2020, quand la Grande-Bretagne a officiellement quitté l'UE, son site Web indiquant qu'il avait « atteint ses objectifs ») ;
- UK2020 ;
- Business for Britain, fermé par son fondateur Matthew Elliott, en septembre 2016 selon lui (mais Matt Ridley, qui était aussi conseiller du GWPF), a créé une branche Business for Britain North East)[5],[6],[7].

## Le contexte de la «rue des lobbies»
Westminster, et tout particulièrement la rue Tufton Street, sont eux-mêmes connus pour abriter un nombre important d'autres think tanks et de groupes de lobbying politico-industriels et financiers anglais, notamment aux numéros 11 et 57 de la rue Tufton Street (décrite comme la « rue de la dark money » par Open Democracy).
En 2020, dans The Guardian, George Monbiot, en se basant notamment sur le livre autobiographique de Madsen Pirie, et sur le témoignage publié par le lanceur d'alerte Shahmir Sanni et sur le site Open Democracy montre que nombre de ces groupes de pression et think tanks, souvent déclarés sous le régime juridique de l’association de charité (régime fiscalement intéressant et qui n'impose pas de déclarer l'origine de leurs fonds), sont presque tous politiquement positionnés sur la droite ou l'extrême droite de l'échiquier politique. C'est notamment le cas des entités présentes aux numéros 55 et 57 de la Tufton Street, et en secret, ils « coordonnent leur travail, donnant l'impression qu'au Royaume-Uni, des personnes et entités différentes arrivent spontanément à de mêmes conclusions ». Shahmir Sanni a montré que neuf organisations au moins ont, à partir de cette adresse, conduit une campagne coordonnée pour un « Brexit dur » en s'accordant sur un « ensemble unique des points de discussion de droite »,.
Il cite par exemple et notamment :
- un organisme dénommé Policy Exchange, enregistré comme organisme de bienfaisance[12], éducatif, ayant particulièrement servi le gouvernement de Boris Johnson. Ce groupe se dit politiquement neutre, mais il a été créé en 2002 par deux députés conservateurs (Francis Maude et Archie Norman, avec Nick Boles (qui, un peu plus tard, devient lui aussi député conservateur). D'abord été présidé par le conservateur Michael Gove, nombre de ses propositions ont été adoptées par le Parti conservateur ou les gouvernements conservateurs. 
Policy exchange fait partie du réseau Atlas (Atlas Network) et du Stockholm Network (une entité qui en regroupant environ 130 organisations en Europe, constitue informellement la branche paneuropéenne du réseau Atlas)[9]. 
Policy Exchange a publiquement attaqué ce qu'il appelle le Chilling effects (en) (censure ou autocensure) supposé induit par les points de vue de gauche dans le milieu universitaire, proposant au gouvernement une loi qui imposerait aux universités de proactivement « soutenir la dissidence intellectuelle » (au nom de la liberté académique, supposée menacée dans le pays par une autocensure des enseignants) à la suite des menaces pesant sur les enseignants via les réseaux sociaux. Selon son rapport, les menaces en ligne viennent plutôt de groupes ou individus de droite, alors que dans les campus elles proviendraient alors plutôt de gens de gauche, hormis reconnaissent les auteurs dans le cas de processus de menaces avec name and shame et divulgation de données personnelles (doxxing), inspirés par le modèle du Campus Reform créé aux États-Unis par le Leadership Institute du parti républicain[13] (ou inspirés par la Professor Watchlist mise en place dans le même esprit, par l'organisation Turning Point USA, laquelle cherche à faire des émules au Royaume-Uni (Turning Point USA a en 2018 créé Turning Point UK[14],[15],[16],[17],[18],[19],[20]). 
James Frayne, lobbyiste et stratège politique conservateur qui a été directeur des stratégies politiques de Policy Exchange, a aussi été directeur de campagne pour la TaxPayers' Alliance (après avoir travaillé pour des sociétés de relations publiques comme Westbourne Communications et Portland Communications). Il est aussi directeur de Public First qui se présente sur son site Web comme créé pour « aider ses clients à « comprendre et influencer l'opinion publique par des recherches et des campagnes de communication ciblées » (Ciblage comportemental), en élaborant « des idées politiques que les gouvernements peuvent appliquer de manière réaliste à des questions difficiles »[21],[22],[23],[24],[25].
- l'Institute of Economic Affairs (IEA) financé par des hommes d'affaires comptant parmi les plus riches de la planète. Son objectif est de promouvoir et mettre en œuvre les idées de Hayek relatives à la dérégulation des marchés. L'IEA a par exemple contribué aux politiques portées par Thatcher et Reagan[9], dont par un travail de lobbying se déroulant au 55 Tufton Street[26],[27]. 
Selon l'autobiographie de Madsen Pirie, grâce à des fonds versés par 20 des plus grandes entreprises du Royaume-Uni, ce dernier a aidé à tracer la voie que Margaret Thatcher a suivie ; « tous les samedis, alors que les conservateurs de Thatcher étaient dans l'opposition, le personnel de l'Adam Smith Institute (créé par Pirie dans les années soixante-dix) et de l’Institute of Economic Affair déjeunaient avec ses chercheurs, et avec les principaux rédacteurs et chroniqueurs du Times et du journal The Telegraph, pour tracer la révolution qui la conduirait au pouvoir »[9].

## Histoire du bâtiment
C'est une maison de brique avec porche de style géorgien.
Elle est propriété de Richard Smith, PDG d'une société aérospatiale (HR Smith Group), qui est aussi l'ancien administrateur du Trust Pro-Brexit Politics and Economics Research Trust créé par le lobbyiste Matthew Elliott (ancien PDG de Vote Leave et du groupe de pression et think tank TaxPayers' Alliance.

Smith a fait acheter cette maison en 2009, par Specmat (une des entreprises de HR Smith). Ce dernier est considéré comme un homme discret, mais proche du pouvoir (il a personnellement transporté l'ancien Premier ministre David Cameron à son domicile de Shobdon dans le Herefordshire), en 2007).
Eurosceptique et conservateur, il s'est impliqué dans plusieurs des organisations accueillies au 55 Tufton Street.

R. Smith a aussi fait un don à la campagne officielle de vote Leave (dont le siège de campagne était alors située à la même adresse : 55 Tufton Street),.
Dans les années 2010, cette maison a fréquemment reçu ou abrité des lobbyiste-clé de la politique anglaise ayant conduit au Brexit, et pour la plupart promoteurs d'un Brexit dur, dont : 
- Matthew Elliott (lobbyiste et stratège politique) qui est à l'initiative de la création de plusieurs think tanks et qui semble avoir été le principal coordinateur des « 9 entités » du 55 Tufton Street, en interne, mais aussi avec des acteurs externes ayant joué un rôle important dans choix du Brexit par les électeurs : Cambridge Analytica (qui a volé les données personnelles de plus de 90 millions d'utilisateurs de Facebook) et Aggregate IQ (qui a produit le logiciel pour utiliser ces données à hauteur d'environ 3,5 millions de livres par Vote Leave, afin de produire des profils psychologiques individuels et cibler les internautes et influencer leur avis sur le Brexit, via des techniques de guerre psychologique et de Marketing électronique)[31], comme ont montré les révélations du lanceur d'alerte Christopher Wylie en 2018
- Lord Nigel Lawson (fondateur du Global Warming Policy Foundation)
- Sir Alan Rudge (directeur de Civitas et conseiller de la Global Warming Policy Foundation)
- Lord Nigel Vinson (Trustee, c'est-à-dire membre de Civitas)
- Matthew Elliott, personnage clé de la dynamique des évènements ayant abouti au Brexit et de l'arrivée au pouvoir de Boris Johnson (considéré comme l'un des lobbyistes les plus influents du Royaume-Uni dans les années 2010, il est notamment fondateur de la TaxPayers' Alliance ; Conseiller du The New Culture Forum, ancien conseiller de l'European Foundation et ancien directeur de Vote Leave)
- Matt Ridley (Conseiller de Global Warming Policy Foundation et fondateur de Business for Britain North East)
- Owen Paterson (Député conservateur, créateur et président de UK2020 ; ancien conseiller de The European Foundation et fondateur en 2014 du groupe UK2020 basé jusqu'à sa disparition au 55 Tufton Street)
- Ruth Lea (cofondatrice et directrice de Global Vision ; membre (Trustee) et directricede la Global Warming Policy Foundation ; Conseillère de la TaxPayers' Alliance ; Fellow, de l'Institute of Economic Affairs ; ancienne directrice du Centre for Policy Studies ; Fellow du Centre for Brexit Policy)
- Neil Record (Directeur du Global Warming Policy Forum ; ancien financier de Business for Britain ; directeur de l'Institute of Economic Affairs ; ancien conseiller de Global Vision)
- Richard Tice (cofondateur de Leave Means Leave, groupe partisan d'un Brexit dur et complet ; président du Brexit Party et cofondateur de Leave.EU)
- John Longworth - président de Leave Means Leave ; conseiller de l'Institute of Economic Affairs ; conseiller d'Economists for Free Trade ; Directeur exécutif du Centre for Brexit Policy et président de la Foundation for Independence.

## Les neuf groupes de pression du55 Tufton Street
Ces neuf entités (think tanks, groupes de pression, parfois accompagnés d'organisations charitables souvent créées pour des objectifs idéologiques et politiques) se sont discrètement alliés pour favoriser un marché libre et pour faire rapidement sortir le Royaume-Uni de l'Union européenne, et plutôt via un « Brexit dur » et rapide. Elles sont :
- la TaxPayers' Alliance,
- le bureau de Peter Whittle (ancien chef adjoint de l'UKIP),
- Civitas,
- l' Adam Smith Institute,
- Leave Means Leave,
- la Global Warming Policy Foundation,
- Brexit Central,
- le Center for Policy Studies  (qui cherchait notamment à attirer des jeunes vers le parti conservateur)[33]
- l' Institute for Economic Affairs.

Ces entités sont présentées succinctement ci-dessous, par ordre alphabétique :

### Business for Britain
Business for Britain est un groupe de campagne eurosceptique qui cherchait initialement à renégocier les relations entre le Royaume-Uni et l'Union européenne. Sa première et grande campagne médiatique a été initiée en avril 2013 par la signature d'un manifeste par cinq cents chefs d'entreprise, parmi lesquels figuraient John Caudwell et Stuart Rose.
Sur la base de travaux produits par la branche dite « caritative » de l'un des autres membres du « groupe des neuf entités » (TaxPayers' Alliance), Business for Britain a publié une recherche (non relue par des pairs et ensuite jugée trompeuse) sur le bilan des votes du Royaume-Uni au Parlement européen en 2014, travail intitulé Mesurer l'influence de la Grande-Bretagne au Conseil des ministres.
En octobre 2015, la direction de ce groupe a décidé à l'unanimité de soutenir la campagne de Vote Leave en faveur du Brexit, (jusqu'au 7 octobre 2015), mais certains membres, dont l'un des fondateurs (Stuart Rose) s'en sont désolidarisés ou sont passés dans le camp adverse des défenseurs du maintien du Royaume-Uni dans l'Union européenne.

### Civitas (think tank)
Civitas est un Think tank créé sous statut d'organisation caritative et éducative, se définissant comme « non partisan » mais d'obédience « libérale classique », qui édite des études sur la santé, l'éducation, le bien-être et l'économie. 
Le Times et le Daily Telegraph s'accordent cependant à le classer parmi les « centre de réflexion de droite »,.

Son directeur David G. Green écrit occasionnellement dans The Daily Telegraph, et sa directrice adjointe Anastasia de Waal contribue fréquemment à la section « Le commentaire est gratuit » du Guardian.

Le Times a décrit Civitas comme une organisation alliée de l'ancien secrétaire à l'éducation Michael Gove.
Civitas est climatosceptique et propage le déni du changement climatique et/ou s'oppose plus largement au droit de l'environnement et en particulier aux législations visant à réduire le changement climatique. Ce groupe s'oppose à une plus grande dépendance aux énergies renouvelables (éolien et solaire notamment). L'un des rapports de Civitas, signé par John Constable (chargé du sujet de l'énergie au GWPF), affirmait en 2013 que la transition énergétique passant par les énergies renouvelables impliquerait que « plus de personnes travailleraient pour des salaires inférieurs dans le secteur de l'énergie, que les coûts de l'énergie augmenteraient, que l'économie stagnerait et qu'il y aurait une baisse significative du niveau de vie ». Sir Alan Rudge et Lord Nigel Vinson, tous deux conseiller du GWPF en sont aussi des bailleurs de fonds. Selon l'ONG Transparify, les opérations de ce groupe sont « opaques »,,,,,.

### European Foundation (think tank)
Contrairement à ce que son nom peut laisser penser, The European Foundation, basé au Royaume-Uni, se présente comme un Think tank anti-européen. Il est présidé par Bill Cash (député conservateur).

L'organisation édite une lettre intitulée European Journal..

### Global Vision (UK)
Global Vision est un « groupe de campagne » et de lobbying europhobe.
Il se présente comme indépendant, et à but non lucratif. Il ne mentionner ps de liens explicites avec aucun parti politique mais la description du groupe politique multipartite dénommé « Les amis parlementaires de Global Vision » montre que ces « amis » comptaient en 2007 24 députés (tous conservateurs), deux députés européens (tous deux conservateurs), et 17 pairs représentatifs (dont dix sont conservateurs, six sont « cross-benchers », et l’un membre du parti Labour).

### Global Warming Policy Foundation (GWPF)
Ce groupe de pression a été créé sous le statut d'organisme de bienfaisance, à la veille du sommet sur le climat de Copenhague en 2009, par l'ancien chancelier conservateur Lord Nigel Lawson, afin de lutter contre les politiques d'atténuation du changement climatique, politiques que ce lobby qualifie « de politiques extrêmement dommageables et nuisibles ». 
Il publie régulièrement des rapports niant le consensus scientifique sur l'existence, l'ampleur ou la portée du réchauffement anthropique. Plusieurs de ses membres (et/ou bailleurs de fonds) du GWPF sont aussi affiliés à d'autres groupes situés au 55 Tufton Street,, avec comme objectifs déclarés de contester « les politiques extrêmement dommageables et nuisibles » (selon lui) envisagées par les gouvernements pour atténuer le réchauffement climatique anthropique. Pour se donner une crédibilité, il s'est doté d'un conseil scientifique (Academic Advisory Council, en partie seulement constitué de scientifiques, parmi lesquels on retrouve deux français : Christian Gerondeau (qui se qualifie de climat-optimiste), et Vincent Courtillot, et beaucoup des membres de ce conseil, très âgés sont récemment morts). Ce Conseil est (2021) présidé par le mathématicien Christopher Essex.
Le GWPF et certains de ses membres éminents sont souvent considérés comme encourageant le déni du changement climatique, dont en menaçant les experts scientifiques,.
En 2014, la Charity Commission a statué que le GWPF a enfreint les règles d'impartialité qui s'appliquent aux organismes anglais de charité. En réaction le GWPF a créé un autre organisme, non caritatif cette fois, dénommé Global Warming Policy Forum, pour exercer le lobbying qu'il n'était pas autorisé à faire en tant qu'organisme de bienfaisance.
Le site Web du GWPF contient de nombreux articles « climatosceptiques » et/ou niant ses impacts sur l'économie, l'Homme ou l'environnement.

### Leave Means Leave
Après le résultat (Brexit) du référendum sur l'UE du 23 juin 2016, ce groupe de pression politique parmi les plus europhobe a fait campagne et pression pour que le Royaume-Uni quitte au plus vite l'Union européenne. Cette campagne a été coprésidée par l'entrepreneur immobilier britannique Richard Tice et le consultant en affaires John Longworth. Le vice-président était le chef du parti du Brexit et de l'extrême droite anglaise : Nigel Farage.

### Migration Watch UK
Alors que TaxPayers' Alliance concentrait ses discours sur le sujet des taxes et impôts, Migration Watch UK (qui se présente comme un Think tank,,, et un groupe de pression et de campagne,,,, mettait en avant le sujet des migrants, demandant une immigration plus faible et mieux contrôlée au Royaume-Uni,,.
Fondé en 2001, il affirme que la migration internationale impose une pression excessive sur des ressources limitées, et que le niveau actuel d'immigration n'est pas soutenable,.

### New Culture Forum (NCF)
Ce Forum a été créé et dirigé par Peter Whittle (ancien dirigeant de l'UKIP à l'Assemblée de Londres et ancien porte-parole de la culture et des communautés (2014-2018) et leader adjoint (2016-2017) du parti. Ce « Forum » se présente comme un groupe de réflexion de droite, dont la mission est la « remise en question des orthodoxies culturelles dominantes dans les médias, le monde universitaire, l'éducation et la culture britannique au sens le plus large ». Estimant que les débats culturels sont dominés par « la gauche », lors de ses conférences annuelles a donné la parole à Martin Amis, Dame Vivien Westwood, Jeremy Hunt, Michael Gove, Nigel Farage MEP, Justin Webb, Sir Anthony Seldon, Petroc Trelawny, Ed Vaizey MP, Melanie Philips, Brendan O'Neil et Owen Jones. Parmi ses membres figurent ou ont figuré  Douglas Murray, Julie Bindel, Ed West et Dennis Sewell, et selon le blog ConservativeHome, le forum est conseillé par Matthew Elliott,,.

### TaxPayers' Alliance (TPA)
Créée en 2004 par Matthew Elliott, la TaxPayers' Alliance est l'une des « alliances de contribuables » créées dans le monde. Ce groupe de pression, libertarien et de droite, se présente comme un think tank, destiné à faire campagne au Royaume-Uni pour imposer une diminution des taxes (notamment las taxes liées aux émissions de gaz à effet de serre) et impôts, et diminuer le rôle de l'État (et de l'Union européenne) au profit d'un marché libre et dérégulé.

Ce groupe a reçu la note la plus basse possible pour la transparence financière des Think Tank par Who Funds You (ONG qui cherche à évaluer et à promouvoir la transparence des sources de financement des think tanks). L'Alliance des contribuables a également vu ses liens avec d'autres groupes de réflexion eurosceptiques basés au 55 Tufton Street remis en question. La TPA a en 2016, avec deux groupes de lobbying américains promoteurs du déni des sciences du climat (Competitive Enterprise Institute (CEI) et Heritage Foundation) a coorganisé un événement sur le libre-échange lors de la conférence du Parti conservateur anglais.

En novembre 2015, la TPA était membre de la Cooler Heads Coalition (organisme « parapluie » du déni du réchauffement climatique, géré par la CEI, mais elle n'est en 2020 plus répertorié sur son site Web. La TPA fait partie d'une coalition internationale de groupes de campagne anti-fiscalité et de libre marché dite World Taxpayers Associations, qui lui permet d'agir de concert avec les autres membres (dont l'Alliance des contribuables australiens, les Américains pour la réforme fiscale, le Centre d'économie autrichienne et la Fédération canadienne des contribuables),,,.

## Influences sur les politiques gouvernementale, européenne et mondiale
Ces groupes (aux financements souvent secrets, aux inter-relations et motivations souvent opaques, semblent tous membres du Réseau Atlas ou Atlas Network (anciennement Atlas Economic Research Foundation). Ce réseau rassemble début 2021 (selon son site internet) 475 think tanks ou groupes de pressions proches des milieux financiers et politiques prônant des bases idéologiques libertariennes, eurosceptiques, atlantistes et climatosceptiques. Il a été créé à Arlington en Virginie en 1981 par Antony Fisher. Il a pour objectif d'aider et coordonner les think tanks promouvant ces idéologies. En 2017, il était doté d'un budget déclaré de 10 815 000 $ (2017) et aurait dépensé 12 585 000 $. Ces groupes ont eu une influence majeure sur le retournement des sondages en faveur du maintien/retrait du pays dans l'Union européenne.
Durant toute la période du référendum sur l'appartenance du Royaume-Uni à l'Union européenne, les 9 entités du 55 Tufton Street ont fortement influencé le ton, le rythme et les teneurs des débats. Puis après le vote, ceux qui n'ont pas fermé ont influencé les négociations entre le Royaume-Uni et l'Union Européenne, concernant la mise en œuvre du Brexit ; négociations entamées par le gouvernements de Theresa May et poursuivies par celui de Boris Johnson. Tout ou partie de ces groupes semblent aussi avoir influencé les relations entre le Royaume-Uni, le Commonwealth et les États-Unis, avant et/ou après le vote du référendum. En outre, tout ou partie de ces entités sont considérées comme freinant, de manière plus ou moins coordonnée, les engagements climatiques de l'ONU et des États-membres de l'Union européenne, ainsi que les progrès espérés en termes de réglementation, protection, restauration et gestion de l'environnement et du climat.
C'est pour cette raison, qu'en septembre 2020, le groupe Extinction Rebellion Writers Rebel a manifesté devant cette maison, en signe de protestation contre l'influence de ces groupes de pression et de réflexion sur la politique du pays, « Il est écœurant de voir combien d’argent est dépensé dans des groupes de réflexion et des lobbyistes professionnels pour semer la confusion, les mensonges et le doute sur le sujet du changement climatique causé par l’homme et de sa menace horriblement réelle » a commenté Stephen Fry.

### Personnages liés au 55 Tufton Street
- Margaret Thatcher
- Dominic Cummings
- Duncan Madsen Pirie (cofondateur et président actuel, en 2021) de l’Adam Smith Institute.
- Matthew Elliott (lobbyiste et stratège politique)
- Jonathan Isaby (fondateur de BrexitCentral et organisateur fréquent des réunions du 55 Tufton Street)